# Вековен дъжд
Вековен дъжд е научнофантастичен роман с елементи на ноар и алтернативна история на уелския автор Алистър Рейнолдс. Издаден е през 2004 година.
 Внимание:  Текстът по-долу разкрива сюжета на произведението (или части от него)!

## Сюжет
В началото на историята частните детективи Уендъл Флойд, американски емигрант, живеещ през 50-те години на 20 век в Париж, и Андре Кюстин, неговият партньор, са наети от притеснен хазяин да разследват смъртта на негова наемателка. Когато не работят като детективи, двамата свирят джаз, но музикалният им бизнес се проваля поради напускането на бившата приятелка на Флойд – Грета, която е напуснала Париж в преследване на по-добра кариера с друга група. Хазяинът Бланшар е сигурен, че причината за смъртта на Сюзън Уайт е убийство, въпреки че парижката полиция го определя като инцидент. Флойд не е толкова сигурен, но държи да проведе разследването.
В сцена сякаш от различен роман Верити Оже се оказва подведена под отговорност когато нейните археологически разкопки под замразените руини на някакъв бъдещ Париж се объркват лошо. Жертва на политическа борба, тя ще се бъде несправедливо наказана.
Но когато тя е събудена на път за Марс, участвайки в мисия на секретна агенция за сигурност, Оже е повече от облекчена да бъде освободена от нейния трибунал и годините затвор, които би излежавала в противен случай. Когато е заведена в тайна подземна база на марсианския спътник Фобос, съдържащ древна извънземна реликва, която отваря портал към отдалечена част от галактиката и ѝ е казано, че тя ще премине през него, тя премисля повторно дали да продължи с мисията. Нещата стават още по-странни, когато разбира, че на другия край на портала е алтернативна версия на Земята от 1959 година, близо 300 години преди нейното време, и тя ще получи кутия с документи, принадлежали на Сюзън Уайт, предишен агент, пратен на „Земя Две“, която умира при мистериозни обстоятелства.

## История и политика
В средата на 70-те години на 21 век, наномашини за контрол на климата са освободени в земната атмосфера и океаните в опит да се обърне глобалното затопляне. В края на 2076 година някои от тези машини стават съзнателни и отказват да се подчиняват на заповеди. В отговор, по-интелигентни машини са освободени в околната среда в опит да ги контролират. През юли 2077 общо 8 слоя са били освободени, но климатът продължава да се влошава. В този момент наномашините започват да ядат всичко в океаните, за да се хранят. След това се придвижват на сушата и на 27 юли изяждат човечеството. Единствените оцелели са живеещите в орбита. Петдесет години след Нанокоста всички цифрови архиви са унищожени и не става ясно дали е заради саботаж или инцидент.
В резултат от Нанокоста и Забравянето, хората се разделят на две групи – Трешъри и Слешъри. Трешърите вярват, че не трябва да има възможност подобно нещо да се получи отново и отказват нанотехнологиите, които водят до нанокост и предпочитат да останат на прага на опасната технология, оттам и името им. Слешърите не вярват, че трябва да се ограничават заради случилото се в миналото и използват новата технологията. Официалното им име е Федерация на Политите, но те проследяват съществуването си назад във времето до „алианс от прогресивни мислители, обединени от една от първите компютърни мрежи“, чийто символ е била наклонена черта и точка, на английски Слешдот.
Трешърите контролират Земята (или каквото остава от нея), орбиталната структура около нея, както и Марс след сурова война срещу слешърите. Слешърите контролират останалата част от известната вселена, включително древна мрежа от портали, простираща се из галактиката.